# Catalizator
Catalizatorul este o substanță care modifică viteza unei reacții chimice fără a participa la reacție și fără ca ea însăși să sufere modificări.
Pentru meritele sale din domeniul catalizatorilor lui Wilhelm Ostwald i s-a decernat Premiul Nobel.

## Istoric
Se bănuiește că în urmă cu 5000 de ani asirienii foloseau catalizatori în fermentația alcoolică. Abia în 1835, Jöns Jakob Berzelius observă că o serie de reacții chimice nu au loc numai în prezența unor anumite substanțe, care însă în timpul reacției nu se consumă sau nu-și schimbă 
compoziția chimică. În 1900 Wilhelm Ostwald definește catalizatorul ca o substanță în prezența căreia este mărită viteza reacției chimice, fără ca ea să se consume sau să influențeze echilibriul termodinamic al reacției chimice.

## Calcule și aplicații
S-a constatat că un catalizator scade energia de activare a reacției chimice. Se consideră că în timpul reacției structura catalizatorului se schimbă, însă se reface în finalul reacției chimice. 
Reacția are loc în două etape după modelul:
{\displaystyle \mathrm {K+A\;\rightarrow \;KA} }
{\displaystyle \mathrm {KA+B\;\rightarrow \;K+AB} }
În natură se pot întâlni frecvent fenomenul de cataliză, ca exemple procesul de biosinteză proteică a organismelor, respirație, sau obținere a energiei din hrană. Frecvent catalizatorii în natură sunt anumite proteine, enzime. Circa în procent de 80 % sunt folosiți catalizatori în reacțiile chimice din industrie. Fără catalizatori anumite reacții chimice ar fi foarte lente sau nu ar avea loc.